# شوية صبر يا جبر (مسلسل)
شوية صبر يا جبر- مسلسل اجتماعي كوميدي أردني، عُرض عام 2011م، من تأليف يوسف العموري، ومن إخراج مازن العواملة.

## قصة المسلسل وأحداثه
مسلسل اجتماعي تدور أحداثه في إطار كوميدي، حيث يناقش الواقع الذي يعيشه المواطن الأردني، والمواقف التي يمر بها في حياته اليومية، وذلك بتناوله العديد من القضايا الاجتماعية، سواء غلاء الأسعار أو مشكلات البطالة. كما طرح بعض الظواهر الاجتماعية مثل الدجل والشعوذة وعمليات النصب والاحتيال وكذلك قضايا الخادمات وما تفرزه من ثقافة لا تتناسب مع ثقافتنا وعاداتنا وتقاليدنا والجهل والبرجوازية الكاذبة والفساد الثقافي وذلك بالتطبيق على شخصية رجل قروي بسيط. وتدور الأحداث حول القروي البسيط “جبر” صاحب التطلعات التي تفوق قدراته وإمكاناته في اقتناص المال والصيت معتمداً على التشدق بعلاقاته الواهية مع كبار المسؤولين وادعاء فهمه كل شيء من دون إجادته عملياً أي شيء.

## طاقم العمل
شارك في إنجاز هذا المسلسل مجموعة من الممثلين، منهم:
- خليل مصطفى
- أحمد قوادري
- إبراهيم أبو الخير
- موسى السطري
- نجلاء سحويل
- أسماء مصطفى
- وليد البرماوي
- إياد شطناوي
- داوود جلاجل
- يوسف يوسف
- أنور خليل
- هشام هنيدي
- شاكر جابر
- محمد الضمور
- علي الجراح
- هيفاء الأغا